# Juan Prim
 (décembre 2022).
Si vous disposez d'ouvrages ou d'articles de référence ou si vous connaissez des sites web de qualité traitant du thème abordé ici, merci de compléter l'article en donnant les références utiles à sa vérifiabilité et en les liant à la section « Notes et références ».
Pour les articles homonymes, voir Prim.
Juan Prim y Prats (en catalan : Joan Prim i Prats), comte de Reus, vicomte de Bruch, marquis des Castillejos, né le 12 décembre 1814 à Reus (Espagne) et mort le 30 décembre 1870 à Madrid (Espagne), est un général et homme d'État espagnol du XIXe siècle, jouant un rôle de premier plan pendant les guerres carlistes, puis régent en 1868.

## Biographie
Petit-fils d'un notaire et fils du lieutenant-colonel Pablo Prim qui reprendra l'étude de son père après la fin de sa carrière militaire, il a Alejandro García pour maître d'école.
Il s'enrôle en 1834 dans les tirailleurs d'Isabelle II, un corps franc de miquelets qui palliait l'insuffisance de troupes régulières et auquel son premier chef, un Valencien nommé Miquelot de Prats donna son nom. Les miquelets avaient été dissous après le traité de Ryswick mais en Catalogne, des tireurs isolés et des corps d'armée improvisés en temps de guerre ou d'agitation conservaient ce nom. Il est fait lieutenant-colonel lors de la Première Guerre carliste. Il appartenait à la franc-maçonnerie.
Il est l'un des leaders de la révolution de 1868, qui renverse la reine d'Espagne Isabelle II. Nommé régent en 1869, il fait élire « roi des Espagnols » le prince Amédée de Savoie-Aoste, après avoir envisagé plusieurs autres personnalités pour le trône. Il est assassiné rue du Turc (aujourd'hui Calle del Marqués de Cubas) avant que le prince n'arrive en Espagne.

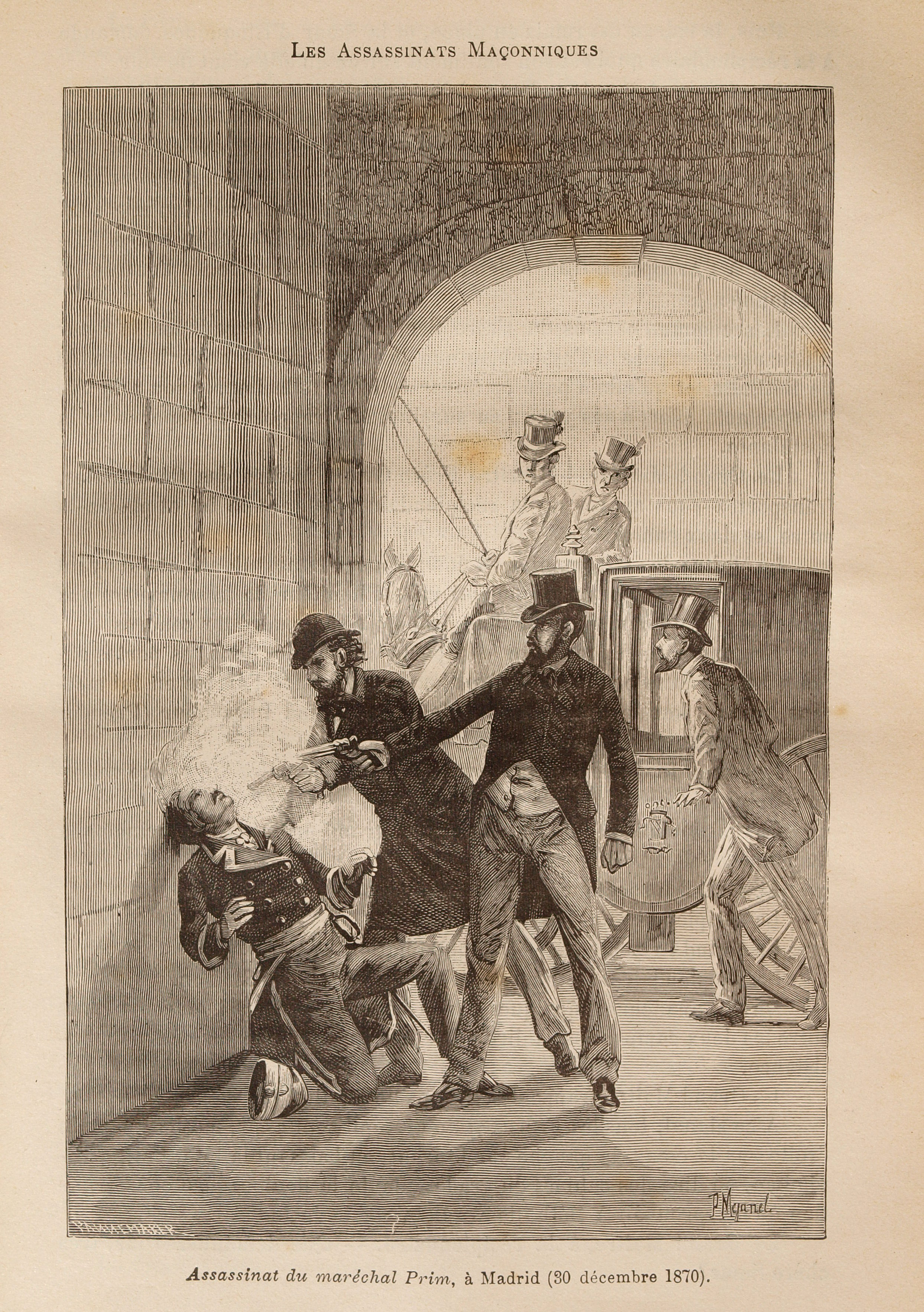
L'assassinat de Juan Prim vu par Pierre Méjanel.
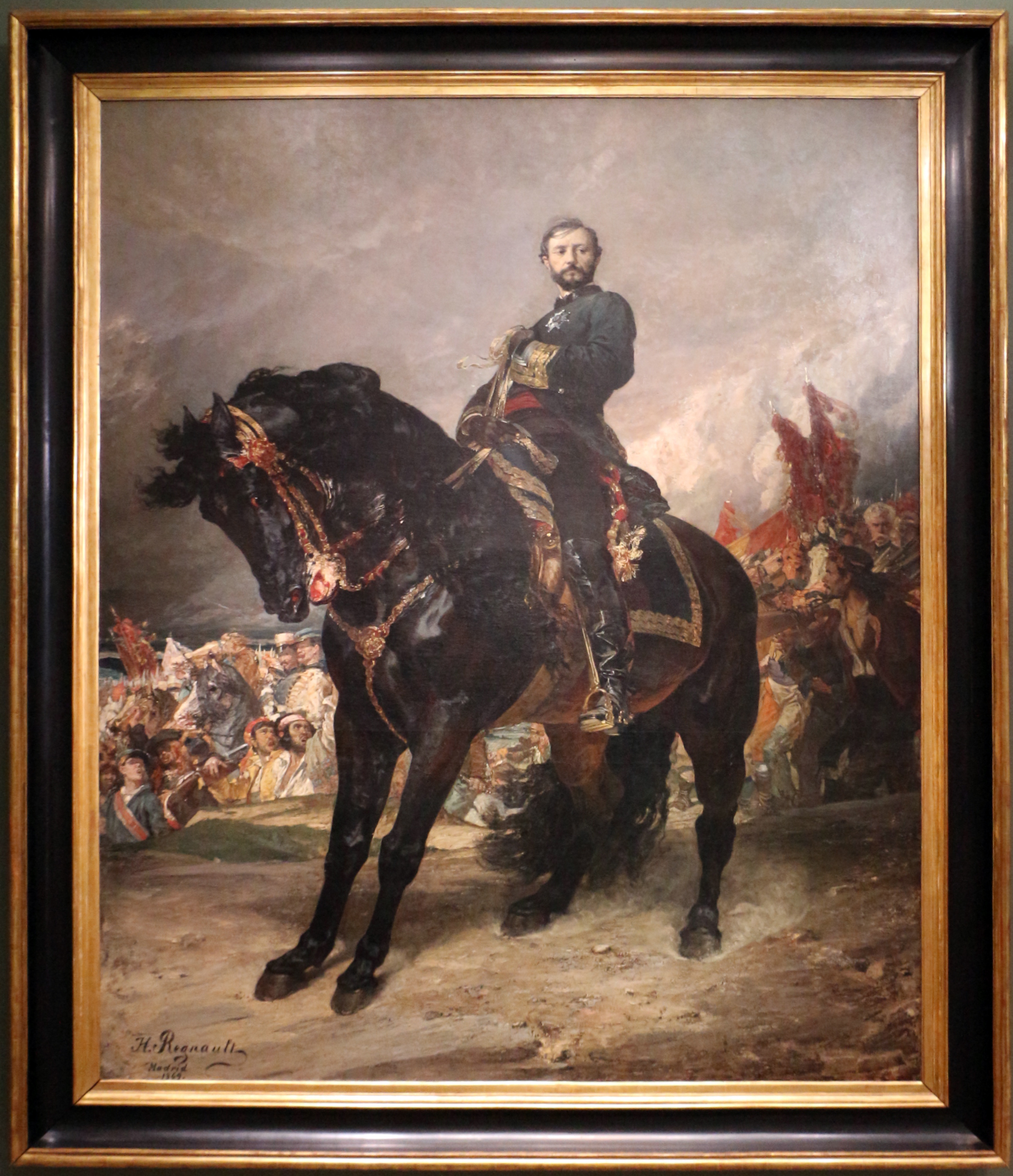
Le 8 octobre 1868 par Henri Regnault.